# Diada de Meritxell
La Diada de Meritxell (dal catalano: Giorno di Meritxell) (o festivitat de Nostra Senyora de Meritxell) è la Giornata Nazionale del Principato di Andorra
Si celebra ogni anno l'8 settembre e ricorda la Natività di Maria Vergine e in questo contesto la Mare de Déu de Meritxell, patrona del Principato, presso cui si trova un importante santuario della Vergine.
I principali eventi della festività si svolgono presso il  Santuario di Nostra Signora di Meritxell, col canto delle gioie per la Vergine, la Messa all'alba, il concerto di giovani cantanti e la Santa messa serale